# Eumecocera
Eumecocera – rodzaj chrząszczy z rodziny kózkowatych i podrodziny zgrzypikowych.

## Zasięg występowania
Przedstawiciele tego rodzaju występują w Japonii, Korei oraz w azjatyckiej części Rosji.

## Systematyka
Do Eumecocera należy 8 gatunków:
- Eumecocera anomala
- Eumecocera argyrosticta
- Eumecocera callosicollis
- Eumecocera gleneoides
- Eumecocera impustulata
- Eumecocera minamii
- Eumecocera trivittata
- Eumecocera unicolor